# Goran Milić
Goran Milić (* 24. Januar 1946 in Zagreb) ist ein kroatischer Journalist.

## Karriere
Er begann seine Karriere im Jahr 1970 als Journalist bei Radiotelevizija Beograd. Hierfür war er von 1980 bis 1985 als Korrespondent in New York, und danach von 1985 bis 1988 Professor für Journalismus an der Universität Belgrad. 1987 war er Präsident der Kommission für Informationen bei der Universiade in Zagreb. Im Jahr 1989 war er Sprecher des Gipfeltreffens der Bewegung der Blockfreien Staaten in Belgrad. Vom 29. Oktober 1990 an bis zum 11. Mai 1992 arbeitete er als Redakteur und Programmsprecher des Fernsehjournals Yutel. Unmittelbar nach der Aussetzung dieser Sendung im Jahre 1992 wurde er der Direktor des Pressezentrums der Regierung von Bosnien und Herzegowina während des Krieges, und darauf Sprecher der Olympischen Delegation von Bosnien und Herzegowina in Barcelona.
Von 1997 bis 2011 arbeitete Milić bei Hrvatska Radiotelevizija, wo er seit 2002 Redakteur und Moderator der Sendung Brisani prostor war, und seit 2004 Redakteur und Moderator der Sonntagsausgabe der Informationssendung Dnevnik. 2011 übernahm er die Chefredaktion des im November desselben Jahres gestarteten Kanals Al Jazeera Balkans.

## Anerkennungen, Auszeichnungen und Preise
- 2006 – In Kroatien wurde er als Journalist des Jahres gekürt